# Nakota

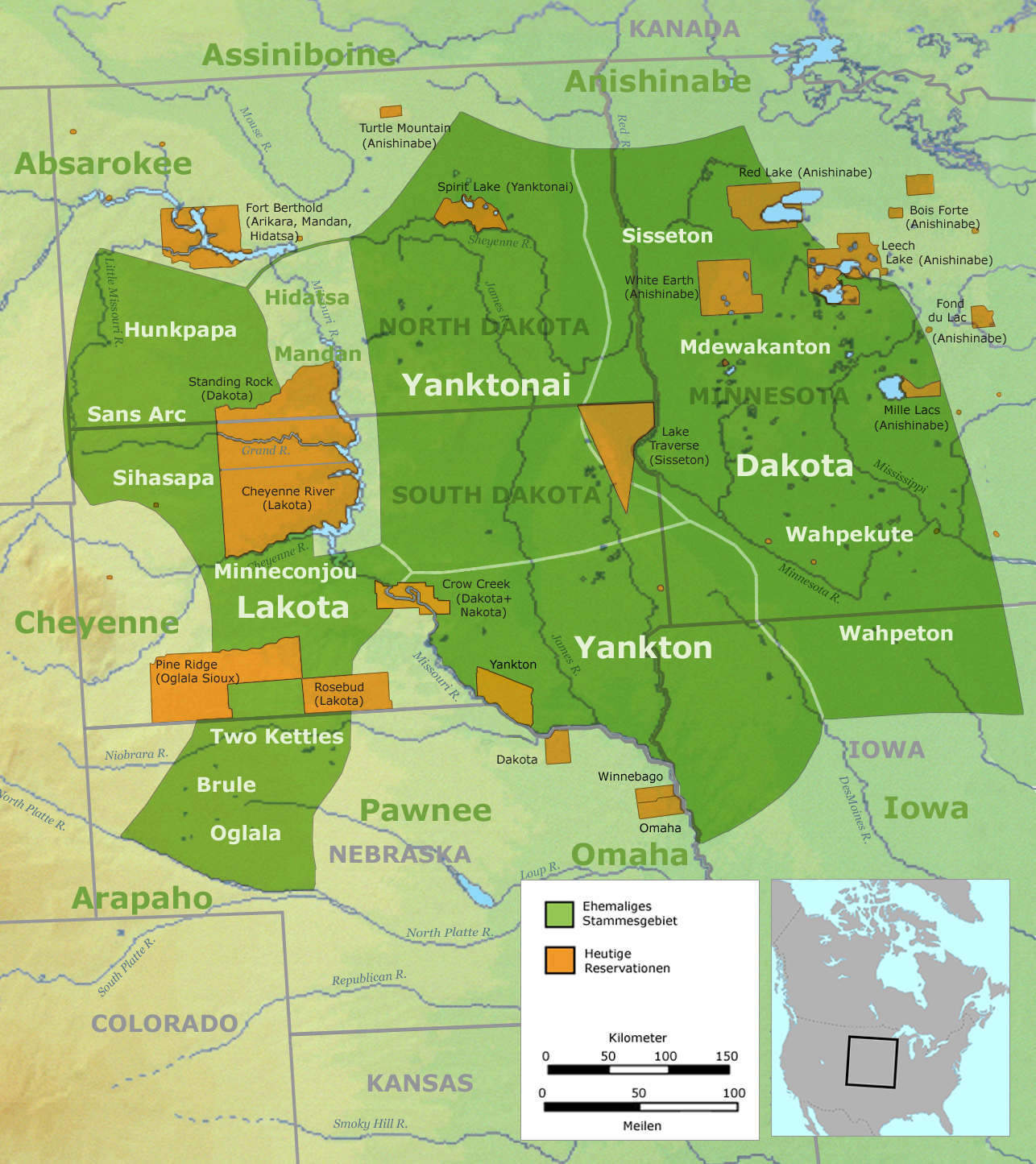
Territori de les tribus sioux

El terme Nakota (o Nakoda o també Nakona) és l'endònim usat pels nadius d'Amèrica del Nord que habitualment responen al nom d'assiniboines (o Hohe), als Estats Units, i de Stoney, al Canadà.
Són tribus parlants de dakotan que es van separar de les principals branques de la Nació Sioux en temps antics. Es van moure més lluny del territori original de l'actual Minnesota a les regions del nord i nord-oest: Montana i Dakota del Nord dels actuals Estats Units i Manitoba, Saskatchewan i Alberta de l'actual Canadà. Més tard es van convertir en competidors pels recursos i enemics dels seus antics "aliats" emparentats lingüísticament. (En cadascun dels dialectes, nakota, dakota i lakota significa "amic" o "aliat".)

## Història d'un nom inadequat
Històricament, els estudiosos classifiquen les tribus pertanyents a la nació Sioux (o Dakota en un sentit ampli) en tres grans grups lingüístics:
- Dakota (propi), que eren el grup més oriental (l'original) i s'anomenaven Isáŋyathi o Isáŋathi (nom europeïtzat en Santee);
- Nakota, que es diu que comprenia les dues tribus centrals dels Yankton i Yanktonai, i
- Lakota, que va formar el grup més occidental i s'anomenaven Thítȟuŋwaŋ (terme europeïtzat en Teton).

El assiniboines s'havien separat de l'agrupació yankton-yanktonai en un moment inicial. El seu llenguatge, anomenat nakota així, havia evolucionat més diferent i inintel·ligible als parlants lakota i dakota.
Durant molt de temps, molt pocs estudiosos han criticat aquesta classificació.
En 1978 Douglas R. Parks, A. Wesley Jones, David S. Rood, i Raymond J. DeMallie participat en sistemàtiques recerques lingüístiques a les reserves sioux i assiniboines per establir la dialectologia precisa de la llengua sioux. Com a resultat, es va determinar que tant els santee com els yankton/yanktonai es referien (i refereixen) a si mateixos per l'autònim "dakota". El nom nakota (o nakoda) va ser (i és) d'ús exclusiu dels assiniboines i dels seus parents canadencs, els Stoney. La literatura acadèmica posterior, però, especialment si no és feta per especialistes lingüistes, poques vegades ha reflectit l'obra de Parks i DeMallie.
Les seves conclusions, però, han estat plenament confirmades per la investigació de recerca de camp de 23 anys duta a terme per Jan Ullrich, de la quan en va compilar el seu diccionari lakota en 2008. Segons Ullrich, el nom equivocat dels yankton-yanktonai,

"Va començar amb els missioners entre els santee de mitjans del segle xix qui sobre-aplicar una regla de distribució fonètica. Com que el dialecte yankton-yanktonai utilitza el sufix -na on el santee usa -da i el lakota -la, els missioners pensaren que la distribució l-d-n s'aplicava a totes les posicions de la paraula. Per tant, creien que els yankton-yanktonai es deien a si mateixos nakota en lloc de dakota. Per desgràcia, la suposició errònia d'una divisió lakota-dakota-nakota s'ha perpetuat en gairebé totes les publicacions des de llavors",

 guanyant tal influència que fins i tot alguns lakota i dakota hi han estat influenciats.
El canvi no pot ser considerat com una regressió terminològica subsegüent causada pel fet que els yankton-yanktonai visquin juntament amb els santee a les mateixes reserves. Els texts més antics que documenten els dialectes sioux no tenen referències històriques pel nakota. Ullrich assenyala especialment que l'English-Dakota Dictionary (1902) de John P. Williamson enumera el dakota com el nom propi del poble dakota, però no fa cap referència al nakota. No obstant això, Williamson havia treballat extensament amb els yankton i freqüentment inclou en el seu diccionari variants yankton per a entrades santee. A més, Ullrich assenyala que l'erudita yankton Ella Cara Deloria (nascuda el 1888) va ser una de les primeres a assenyalar "la fal·làcia de la designació dels grups yankton-yanktonai com a nakota."
Actualment, els grups en qüestió es refereixen a si mateixos de la següent manera en la seva llengua materna:
- Dakhóta (o Dakhód) – els santee
- Dakȟóta (o Dakȟód) – els yankton i els yanktonai
- Lakȟóta (o Lakȟól) – els teton (aquesta referència ha caigut en desús. Ara simplement s'anomenen a si mateixos lakȟóta)
- Nakhóta (Nakhóda o Nakhóna[11]) – els assiniboines[12]
- Nakhóda (o Nakhóta) – els Stoney[12]

## Tendències actuals
Recentment, el assiniboines i, sobretot, els stoneys han començat a minimitzar la separació històrica dels dakota. Han reclamat alguna identitat amb la nació sioux, encara que tal unitat centralitzada ja no existeix. Històricament les tribus sioux eren bastant descentralitzades i operaven a través de bandes independents. Aquesta tendència es pot veure als webs oficials d'internet dels stoneys d'Alberta, per exemple, en l'autodesignació dels Primera Nació Alexis Nakota Sioux, o en la reclamació de la Primera Nació Nakoda de la seva ascendència sioux i el valor de la seva llengua materna:
"Com a descendents de les grans nacions sioux, els membres de la tribu Stoney d'avui prefereixen fer llurs converses i negocis tribals en la llengua materna sioux.". Les tribus assiniboine i stoney de Saskatchewan també reclamen identificació amb la tradició sioux.
Les tribus assiniboine-stoney han donat suport recent als intent "pansioux" de reviure les llengües natives. Els seus representants van assistir a la "Cimera Anual Lakota, Dakota, Nakota". Des de 2008, aquests han estat patrocinats per l'organització sense ànim de lucre lakota per a la promoció i l'enfortiment de la llengua Tusweca Tiospaye (Comunitat Libèl·lula). Promouen la missió d'"Unir el Consell dels Set Focs per salvar la llengua".
La llarga separació dels pobles significa que llurs llengües han crescut de manera diversa. Els parlants de lakota i dakota no poden entendre l'assiniboine fàcilment. No poden entendre stoney en absolut, i és inintel·ligible als parlants d'assiniboine, també. L'objectiu de la tribu de reviure (o crear) una llengua sioux unitària pot ser extremadament difícil d'aconseguir.